# Abd Allah III as-Salim as-Sabah
Abd Allah III as-Salim as-Sabah (arab. عبد الله الثالث السالم الصباح) (ur. 1 stycznia 1895 w Kuwejcie, zm. 24 listopada 1965 tamże) – ostatni szejk Kuwejtu i pierwszy emir tego państwa od 29 stycznia 1950 do swojej śmierci. Najstarszy syn Salima al-Mubaraka as-Sabaha. Jako jedenasty władca z dynastii as-Sabah, objął władzę w Kuwejcie po śmierci swego kuzyna, szejka Ahmada al-Dżabira as-Sabaha. Sprawował również regencję po śmierci swego ojca do wyboru szejka Ahmada. Twórca nowoczesnego systemu państwowego Kuwejtu.